# Gruiu
Gruiu es una comuna y pueblo de Rumania ubicada en el distrito de Ilfov.

## Demografía
Según el censo de 2011, tiene 7412 habitantes, mientras que en el censo de 2002 tenía 7155 habitantes. La mayoría de la población es de etnia rumana (95,82 %).
La mayoría de los habitantes son cristianos de la Iglesia Ortodoxa Rumana (94,9 %).
En la comuna hay cuatro pueblos (población en 2011):
- Gruiu (pueblo), 1997 habitantes;
- Lipia, 2272 habitantes;
- Siliștea Snagovului, 2398 habitantes;
- Șanțu-Florești, 745 habitantes.

## Geografía
Se ubica en el norte del distrito, a medio camino entre Bucarest y Ploiești por la carretera A3.